# فورتاليزا
فورتاليزا (بالبرتغالية: Fortaleza، وتعني القلعة‏) هي عاصمة ولاية سيارا، وتقع في شمال شرق البرازيل. تبعد المدينة 2,285 كم (1,420 ميل) من العاصمة الاتحادية برازيليا، وتطورت على ضفاف خور باجيو، ويشير اسمها إلى حصن شوننبورخ، والتي بنيت حوله المدينة، والذي بني من قبل الهولنديين خلال فترة إقامتهم الثانية في المنطقة بين عامي 1649 و 1654. وكتبت على شعار فورتاليزا الكلمة اللاتينية Fortitudine، والتي تعني «القوة»، أو «القيمة»، أو «الشجاعة».
تقع فورتاليزا على ساحل المحيط الأطلسي، على ارتفاع متوسط يبلغ ستة عشر مترا، وبشواطئ يبلغ طولها 34 كم. تبلغ مساحة فورتاليزا 314,930 كيلومتر مربع وعدد سكانها 2,609,716 نسمة حسب تعداد عام 2016، وبها أكبر كثافة سكانية بين عواصم الولايات البرازيلية نسبة 8,286.6 في الكيلومتر المربع. وهي أكبر مدينة من حيث عدد السكان في ولاية سيارا والخامسة في البرازيل. منطقة فورتاليزا العمرانية هي السادسة من حيث عدد السكان في البرازيل والأولى في المناطق الشمالية والشمالية الشرقية بتعداد 4,019,213 نسمة في عام 2016. وبها ثالث أكبر شبكة حضرية في البرازيل في السكان، بعد ساو باولو وريو دي جانيرو.
كان ترتيب فورتاليزا في عام 2013 الثاني عشر بين أغنى مدن البلاد والثانية في شمال شرق البلاد بناتج محلي إجمالي يبلغ 49 مليار ريال (21 مليار دولار). كما أنها ثالث أغنى منطقة حضرية في المناطق الشمالية والشمالية الشرقية. وهي مركز صناعي وتجاري مهم في البرازيل، وثامن أكبر قوة شرائية بلدية في البلاد. ووفقا لوزارة السياحة، فقد وصلت المدينة للمركز الثاني بين أكثر الوجهات السياحية المطلوبة في البرازيل والمدينة البرازيلية الرابعة حسب أعداد السياح. ويبدأ منها الطريق السريع BR-116، أكثر الطرق أهمية في البلاد. البلدية هي جزء من السوق المشتركة لمدن ميركوسور، وكذلك فهي أقرب عاصمة برازيلية إلى أوروبا، إذ تبعد 5,608 كم (3,484 ميل) من لشبونة عاصمة البرتغال.
يقع المحيط الأطلسي إلى الشمال من المدينة؛ إلى الجنوب تقع بلديات باكاتوبا، اوزيبيو، ماراكاناو، إيتايتينغا؛ إلى الشرق تقع بلدية أكيراز والمحيط الأطلسي؛ وإلى الغرب تقع بلدية كاوكايا. يعرف سكان المدينة باسم فورتاليزينسيس Fortalezenses. فورتاليزا هي إحدى المدن الثلاث الكبرى في المنطقة الشمالية الشرقية إلى جانب مع ريسيفي وسلفادور.
كانت المدينة إحدى المدن المستضيفة لكأس العالم 2014. بالإضافة إلى كونها إحدى المدن المستضيفة لبطولة كأس القارات 2013، وقد أعيد ترميم ملعب كاستيلاو.

## المناخ
يظهر الجدول التالي التغييرات المناخية على مدار السنة لفورتاليزا:
| البيانات المناخية لـفورتاليزا                                | البيانات المناخية لـفورتاليزا | البيانات المناخية لـفورتاليزا | البيانات المناخية لـفورتاليزا | البيانات المناخية لـفورتاليزا | البيانات المناخية لـفورتاليزا | البيانات المناخية لـفورتاليزا | البيانات المناخية لـفورتاليزا | البيانات المناخية لـفورتاليزا | البيانات المناخية لـفورتاليزا | البيانات المناخية لـفورتاليزا | البيانات المناخية لـفورتاليزا | البيانات المناخية لـفورتاليزا | البيانات المناخية لـفورتاليزا |
| الشهر                                                        | يناير                         | فبراير                        | مارس                          | أبريل                         | مايو                          | يونيو                         | يوليو                         | أغسطس                         | سبتمبر                        | أكتوبر                        | نوفمبر                        | ديسمبر                        | المعدل السنوي                 |
| ------------------------------------------------------------ | ----------------------------- | ----------------------------- | ----------------------------- | ----------------------------- | ----------------------------- | ----------------------------- | ----------------------------- | ----------------------------- | ----------------------------- | ----------------------------- | ----------------------------- | ----------------------------- | ----------------------------- |
| الدرجة القصوى °م (°ف)                                        | 37.7 (99.9)                   | 33.3 (91.9)                   | 32.8 (91.0)                   | 32.6 (90.7)                   | 32.8 (91.0)                   | 31.8 (89.2)                   | 33 (91)                       | 34.4 (93.9)                   | 32.7 (90.9)                   | 33.4 (92.1)                   | 33 (91)                       | 33.2 (91.8)                   | 37.7 (99.9)                   |
| متوسط درجة الحرارة الكبرى °م (°ف)                            | 30.5 (86.9)                   | 30.1 (86.2)                   | 29.7 (85.5)                   | 29.7 (85.5)                   | 29.9 (85.8)                   | 29.6 (85.3)                   | 29.5 (85.1)                   | 29.9 (85.8)                   | 30.2 (86.4)                   | 30.5 (86.9)                   | 30.7 (87.3)                   | 30.7 (87.3)                   | 30.1 (86.2)                   |
| المتوسط اليومي °م (°ف)                                       | 27.1 (80.8)                   | 26.9 (80.4)                   | 26.4 (79.5)                   | 26.2 (79.2)                   | 26.2 (79.2)                   | 25.8 (78.4)                   | 25.6 (78.1)                   | 26 (79)                       | 26.4 (79.5)                   | 26.9 (80.4)                   | 27.2 (81.0)                   | 27.3 (81.1)                   | 26.6 (79.9)                   |
| متوسط درجة الحرارة الصغرى °م (°ف)                            | 24.4 (75.9)                   | 24 (75)                       | 23.6 (74.5)                   | 23.4 (74.1)                   | 23.3 (73.9)                   | 22.8 (73.0)                   | 22.4 (72.3)                   | 22.7 (72.9)                   | 23.4 (74.1)                   | 24.1 (75.4)                   | 24.4 (75.9)                   | 24.6 (76.3)                   | 23.6 (74.5)                   |
| أدنى درجة حرارة °م (°ف)                                      | 20 (68)                       | 21.2 (70.2)                   | 20.2 (68.4)                   | 20 (68)                       | 20.6 (69.1)                   | 20.3 (68.5)                   | 19.4 (66.9)                   | 19.4 (66.9)                   | 20.5 (68.9)                   | 21 (70)                       | 21.3 (70.3)                   | 21 (70)                       | 19.4 (66.9)                   |
| معدل هطول الأمطار مم (إنش)                                   | 119.1 (4.69)                  | 204.6 (8.06)                  | 323.1 (12.72)                 | 356.1 (14.02)                 | 255.6 (10.06)                 | 141.8 (5.58)                  | 94.7 (3.73)                   | 21.8 (0.86)                   | 22.7 (0.89)                   | 13 (0.5)                      | 11.8 (0.46)                   | 44.1 (1.74)                   | 1٬608٫4 (63.31)               |
| متوسط الأيام الممطرة (≥ ≥ 1 mm)                              | 11                            | 15                            | 22                            | 21                            | 19                            | 14                            | 10                            | 5                             | 5                             | 4                             | 3                             | 6                             | 132                           |
| متوسط الرطوبة النسبية (%)                                    | 78.1                          | 81.4                          | 84.7                          | 85.2                          | 83.6                          | 81                            | 78.8                          | 75.3                          | 74.4                          | 74                            | 73.7                          | 75.9                          | 78.8                          |
| ساعات سطوع الشمس الشهرية                                     | 225.2                         | 182.3                         | 150                           | 157.1                         | 208.4                         | 238.7                         | 268.3                         | 295.9                         | 281.6                         | 291.4                         | 282.2                         | 262.3                         | 2٬843٫4                       |
| المصدر: Brazilian National Institute of Meteorology (INMET). |                               |                               |                               |                               |                               |                               |                               |                               |                               |                               |                               |                               |                               |

## توأمة
لفورتاليزا اتفاقيات توأمة مع كل من:
- ميامي بيتش
- راسين

## أعلام
- هيلدر كامارا
- ماريو جاردل
- رافاييل كايتانو دي أراوجو
- دودو سيارينسي
- غابرييل باوليستا